# Онигамиден
Онигамиден, или Легенда о Тысячелетнем Драконе  (яп. 鬼神伝) — японский мультипликационный фильм, созданный в 2011 году. Режиссёр Хироцуги Кавасаки. Музыку к фильму сочинил композитор Рюдо Удзаки. 4 октября 2011 года фильм вышел на DVD и Blu-ray в Японии и Америке. В скандинавских странах — 12 октября.

## Сюжет
На японских военных нападают демоны «Они», однако монах, стоя на крыше храма, произносит запечатывающее заклинание и прогоняет демонов.
Действие переносится в наше время. Главный герой, 15-летний Дзюн Тэндо, отправляется домой. Внезапно за ним устраивает погоню Они. Мальчик скрывается в музее, куда демон не может проникнуть, и встречает монаха по имени Генун. Он проводит Дзюна через музей в огромный храм и рассказывает, что когда-то давно в Японии в эпоху Хэйан на столицу Киото часто нападали демоны Они. Они похищали женщин и детей, грабили. Императорская армия усердно сражалась с ними. На следующее утро Дзюн просыпается в храме 1200 лет назад и видит того же монаха. Он знакомит Дзюна с Инаматэ Райко, мечником и учеником монаха, а также новым телохранителем. Выясняется, что Дзюн Тэндо — единственный, кто сможет управлять восьмиглавым драконом Ямата-но-Ороти, чтобы раз и навсегда одержать победу над Они. В эту ночь демоны атакуют Киото чтобы похитить дракона. Однако Дзюн пробуждает Ороти, и тот улетает с ним далеко за город. Оставив мальчика, дракон улетает. В руинах здания Дзюн находит раненного Они, который пытается напасть на мальчика однако военные сбивают маску, и демон превращается в молодую девушку Мидзуху. Дзюн на драконе отвозит её в родную деревню. Жители мирно принимают Дзюна, и он узнаёт о том, что они используют маски демонов как защитное оружие, при этом тело их покрывается аурой, и кажется, что они действительно демоны. Мидзуха, которую спас Дзюн рассказывает, что ещё недавно вместо Киото были леса и плодородные поля, и её народ жил там веками. Однако Генон и его знать прогнали всех жителей и построили город. Теперь они пытаются вернуть свою землю и Ороти, который когда-то тоже принадлежал им. Выясняется, что Дзюн — потомок клана Магатама, который уничтожил Генун, и поэтому способен контролировать дракона. В это время Генун для борьбы с Они решает воплотить четырёх небесных королей. Грядёт последняя битва, народ Они приготавливается к сражению. в то время в Киото из Райко и других солдат воплощают небесных королей. Дзюн переходит на сторону противника. В это время Мидзуха доставляет оружие мальчику чтобы тот мог победить королей. Он одерживает победу над королём, воплощённом в Рейко. Генун решает воплотить в себе остальных королей и превращается в гигантское божество. Дзюн пробуждает полную силу семиглавого, и ему помогает  божество Сусаноо. Дзюн уничтожает Генуна и одерживает победу. На следующий день он прощается с новыми друзьями и возвращается в наше время.

## Интересные факты
- Сюжет мультфильма отражает реальную политическую картину ранней Японии. Изначально здесь обитали племена айну, но они постепенно вытеснялись и истреблялись пришельцами с корейского полуострова — предками нынешних японцев. Они отличались более тёмной кожей.
- Сусаноо в фильме изображается как старик в традиционном костюме айну, хотя традиционно его изображали как молодого японского самурая.

## Критика
В целом, фильм получил положительные отзывы, однако ряд кинокритиков утверждает, что сюжет местами слишком непонятен и запутан. А когда сюжет о каком-то второстепенном персонаже начинает раскрываться, то он исчезает невовремя. Несмотря на это, каждая сцена была прорисована вручную, что делает мультфильм особенно качественным.